# Fernando Llort
Fernando Llort Choussy (español: [feɾ'nan.do ʎoɾt ʧu'si]; San Salvador, 7 de abril de 1949-La Palma, 10 de agosto de 2018) fue un artista visual salvadoreño. En su juventud realizó estudios de teología y arquitectura, y en la década de 1970 residió en el municipio de La Palma, donde fundó un centro de artesanías que dio origen al denominado «estilo palmeño». También realizó obras artísticas en el campo de la música, el dibujo, la pintura, la cerámica, y la escultura.

## Biografía

### Infancia y juventud
Sus padres fueron Baltasar Llort y Victoria Choussy. Creció en la ciudad de San Salvador junto a sus cinco hermanos, y realizó sus estudios de bachillerato en el Liceo Salvadoreño. Desde pequeño se interesó en las actividades manuales, y ya en 1964 recibía clases de cerámica con el maestro César Sermeño. Posteriormente ingresó a la Universidad de El Salvador donde estudió arquitectura.
Sin embargo, Fernando tenía interés en convertirse en sacerdote, por lo que inició estudios religiosos en Medellín, Colombia, en 1966, y posteriormente en Francia. Precisamente, fue durante su estadía en dicho país cuando decidió hacer del arte su profesión, y realizó su primera exposición con evocaciones de la cultura maya. Después continuó sus estudios de teología en Lovaina, Bélgica, y también viajó a Baton Rouge, Luisiana, Estados Unidos, para reasumir la arquitectura, pero retornó a El Salvador para dedicarse a la pintura y formar un centro de arte.

### Residencia en La Palma
A principios de los años 1970, en El Salvador se desarrollaban importantes transformaciones políticas bajo los regímenes militares en turno. En 1971, Llort expuso en la galería Forma de Julia Díaz y también integró un grupo musical llamado Banda del Sol con influencias del movimiento hippie. Una de las canciones de la banda era «El planeta de los cerdos», de contenido antimilitarista, y por la que fue encarcelado por tres días.
Con el idealismo a flor de piel y muchas ganas de pintar, en 1972 decidió residir en la localidad rural de La Palma, Chalatenango, un lugar que había visitado en su infancia y que le traía buenos recuerdos, pues su familia tenía allí una propiedad. Se dice que cierto día caminaba en el pueblo, cuando vio a un niño que frotaba una semilla de copinol. La superficie que se mostraba en el objeto era blanca y dura, por lo que le surgió la idea de crear un producto artesanal. Pronto inició una cooperativa-escuela en la que se trabajaba artesanías en madera, y también surgió el taller que tomaría por nombre «La semilla de Dios». Con los primeros artesanos comenzó el trabajo con los materiales rústicos de la zona: la misma semilla de copinol y la madera de pino, cuyos dibujos eran pintados con témpera y posteriormente barnizados. Debido a la demanda de las artesanías, que además dio origen al «estilo palmeño», el número de trabajadores aumentó y la cooperativa acabaría formalizándose en 1977.
En La Palma el artista contrajo matrimonio con Estela Chacón, con quien procrearía a tres hijos: Juan Pablo, María José y Fernando. Para 1979 la familia debió trasladarse México debido a las amenazas recibidas presuntamente por delincuentes comunes. A los seis meses retornó a El Salvador y en 1985 abrió en la capital el centro cultural «El árbol de Dios», donde continuaron llegando los artesanos de La Palma a formarse. Además el centro comprendería una sala de exposiciones, tienda de artesanías, y también daría paso a charlas y conciertos. 
En esa década la obra de Llort ya se había convertido en un símbolo de identidad de El Salvador, y especialmente de La Palma. A ello contribuyó el encargo de erigir el templete y la elaboración de los objetos rituales —entre ellos una estola— para la misa que ofició Juan Pablo II en 1983 en la ciudad de San Salvador. Otras creaciones comprendían un mural en el Hotel Presidente —posteriormente destruido—, y la decoración de la capilla «Monseñor Romero» en la Universidad Centroamericana José Simeón Cañas en 1985.

### El mural de la Catedral Metropolitana de San Salvador
En los años 1990, Llort fue elegido para emprender lo que ha llamado «lo más grande» que le ha pasado en su vida. En 1997 los arquitectos españoles encargados de concluir la construcción de la Catedral Metropolitana, le invitaron para que presentase alternativas para la elaboración de un mural en la fachada del templo. El diseño final fue aprobado por los mismos arquitectos, la empresa constructora y Fundación Catedral junto al arzobispo Fernando Sáenz Lacalle.
El montaje del mural duró un año y llevaba por nombre «La armonía de mi pueblo». Estaba compuesto por cerca de tres mil azulejos, y guardaba varios significados como la espiritualidad, el amor, el respeto a Dios, al trabajo y un «recuerdo permanente» por Monseñor Óscar Arnulfo Romero.

### La fundación Fernando Llort
En 2003 la Asamblea Legislativa declaró al artista «Hijo meritísimo de El Salvador». En uno de sus considerandos se expresa «la sobresaliente trayectoria artística y humanista del pintor y artesano... [que] lo vincula estrechamente con el desarrollo de un singular concepto artístico y la más universal de las imágenes artesanales del país».
Tres años después entró en funcionamiento la «Fundación Fernando Llort para el Fomento del Arte y la Cultura», por iniciativa de su hija María, aunque la entidad ya había sido creada formalmente en 1989. La fundación ha promovido, precisamente, lo que se denomina el «Método Fernando Llort», cuyo objetivo ha sido desarrollar la creatividad individual y colectiva para estimular el bienestar psicosocial y comunitario. Por otra parte, en 2008 el «artesano de La Palma» recibió un homenaje de la Universidad Dr. José Matías Delgado y la misma fundación.

### El derribo del mural
El 26 de diciembre de 2011, por órdenes del arzobispo José Luis Escobar Alas, el mural que había ornamentado la fachada de la Catedral Metropolitana desde 1998 comenzó a ser retirado. La decisión tomó por sorpresa a las autoridades del Estado, específicamente la Secretaría de Cultura, y al público en general. 
La obra no tenía la categoría de Bien patrimonial, aunque la Secretaría alegaba que sí había un proceso en curso para declararla, y también anunció la posibilidad de sanciones. Pese a las protestas de sectores ligados al quehacer cultural, el mural terminó en pedazos ocho días después. El prelado defendió la acción con varios argumentos: expuso que el mural tenía varios símbolos de masonería, que la familia Llort lo utilizaba para hacerse propaganda comercial, y también que había un supuesto deterioro de los azulejos que representaba un peligro para los feligreses.
Por su parte, para Llort, en contraste con las palabras de júbilo cuando había erigido el mural años atrás, el hecho se convirtió en «la cosa más triste» que le había pasado en su vida. Además demandó la entrega de los restos para realizar una «obra homenaje» que se denominaría «Dignidad y Respeto a los Artesanos Salvadoreños».

### Abrazo fraterno
Meses después del incidente, el alcalde de San Salvador, Norman Quijano, le invitó a realizar una obra de gran formato en el «Monumento Bienvenido a Casa» ubicado en el costado sur de la ciudad. La creación se nombró «Abrazo fraterno», y se realizó entre los meses de agosto y noviembre de 2012. El complejo comprende tres murales —uno al frente y dos al costado—, y cuatro esculturas alrededor. La técnica utilizada fue de mosaico libre o cerámica partida. Aparte del artista, trabajaron en su elaboración la misma fundación, un equipo de arquitectos y otro grupo de artesanos de La Palma. De acuerdo a sus palabras representa: «el abrazo que la Madre Patria le da a los hermanos lejanos y a los turistas que nos visitan».
Ese mismo año Llort ocupó el segundo puesto de la 36.ª Exposición Internacional «100 Nacimientos», organizada por el Diario de las Naciones de Italia. La obra galardonada llevaba por nombre «Belén», que fue elaborada en Vitrales de El Salvador y compitió con otros 200 pesebres provenientes de 25 países. Además, el Ministerio de Turismo de El Salvador le hizo acreedor del «Premio Nacional de Turismo», por su labor que «revolucionó las artesanías de La Palma y las del país entero».

### La Cruz Romero
El 23 de septiembre de 2013, en la Catedral católica de San Jorge de la ciudad de Londres, en el Reino Unido, fue colocada una cruz de cuatro metros de altura, creación del artista. La obra lleva por nombre Sentir con la iglesia, o también Cruz Romero, en honor del arzobispo Óscar Romero y del sacerdote británico Michael Evans, admirador de la vida de este religioso y quien fue el primero que aportó para su instalación. La cruz contiene un solideo de Romero y un fragmento de su sotana ensangrentada que vestía el día de su asesinato. Se encuentra situada en medio de las capillas de San José y San Patricio del templo católico.

### Premio Nacional de Cultura
El 1 de octubre de 2013, la Secretaría de Cultura de la Presidencia de El Salvador, designó a Llort como ganador del Premio Nacional de Cultura correspondiente a ese año. Según esta entidad, el otorgamiento del galardón se basó en «sus méritos como gestor cultural y por haber transformado a la comunidad a través de la enseñanza de sus diseños artísticos aplicados a la artesanía, lo cual desarrolló una industria comunitaria sustentable, que dio origen a la primera cooperativa de artesanos llamada "La Semilla de Dios"».
La ceremonia se llevó a cabo el 5 de noviembre, en la que expresó estas palabras:

Siempre fue mi deseo ayudar en lo posible con mi pintura a motivar a nuestro pueblo para que despertara sus propias raíces y a buscar una expresión propia. Siempre sentí una profunda necesidad vital de redescubrir una cultura local, que nos permitiera ubicarnos y que nos ubicaran como salvadoreños en el contexto latinoamericano (...) [que mi trabajo] nos inviten a ver las cosas con una visión mágica, como las pueden ver los ojos, el corazón o la mente de un niño o la ingenuidad de un sabio campesino sin prejuicios ni esquemas preconcebidos.

## Obra

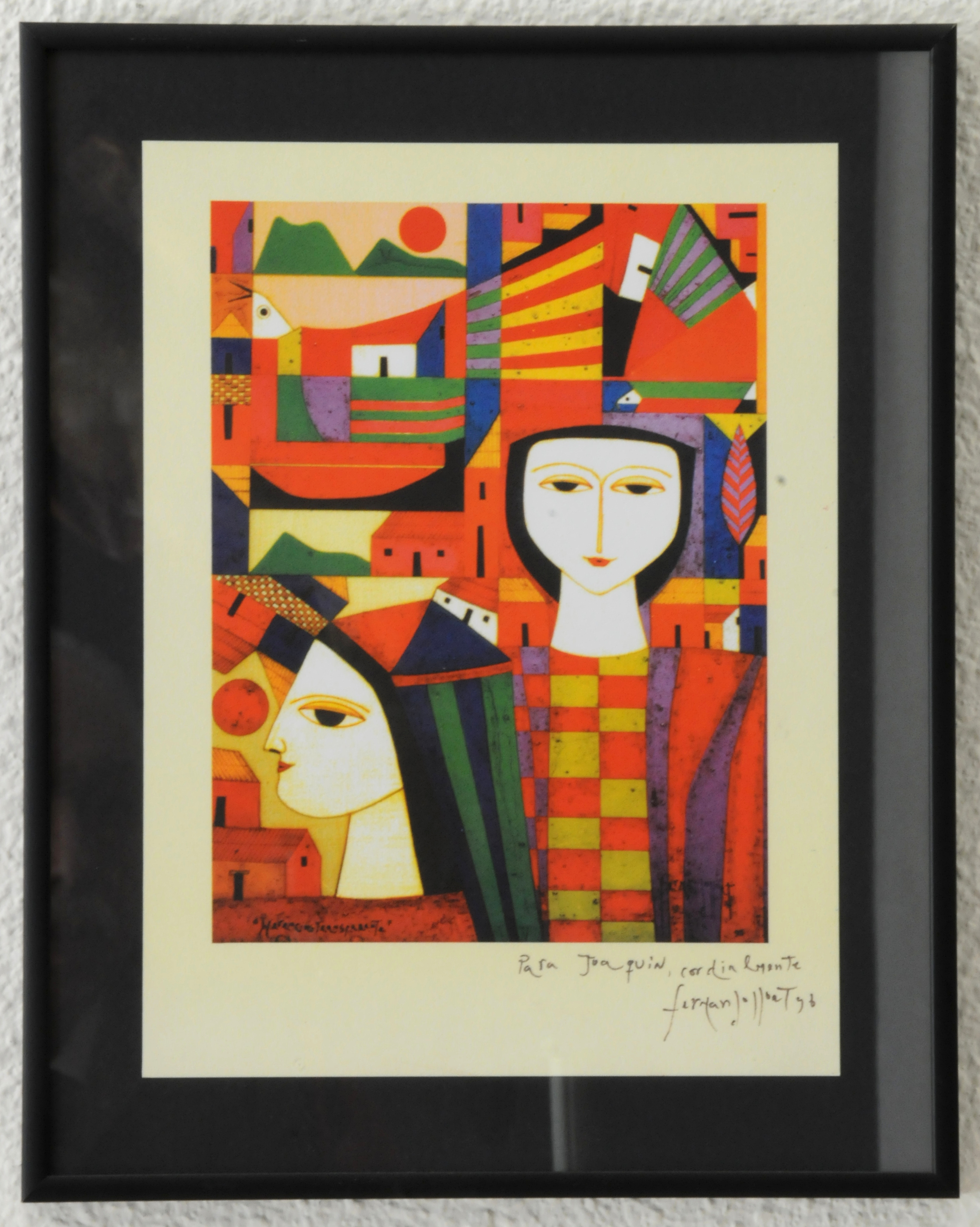
Litografía (1996)

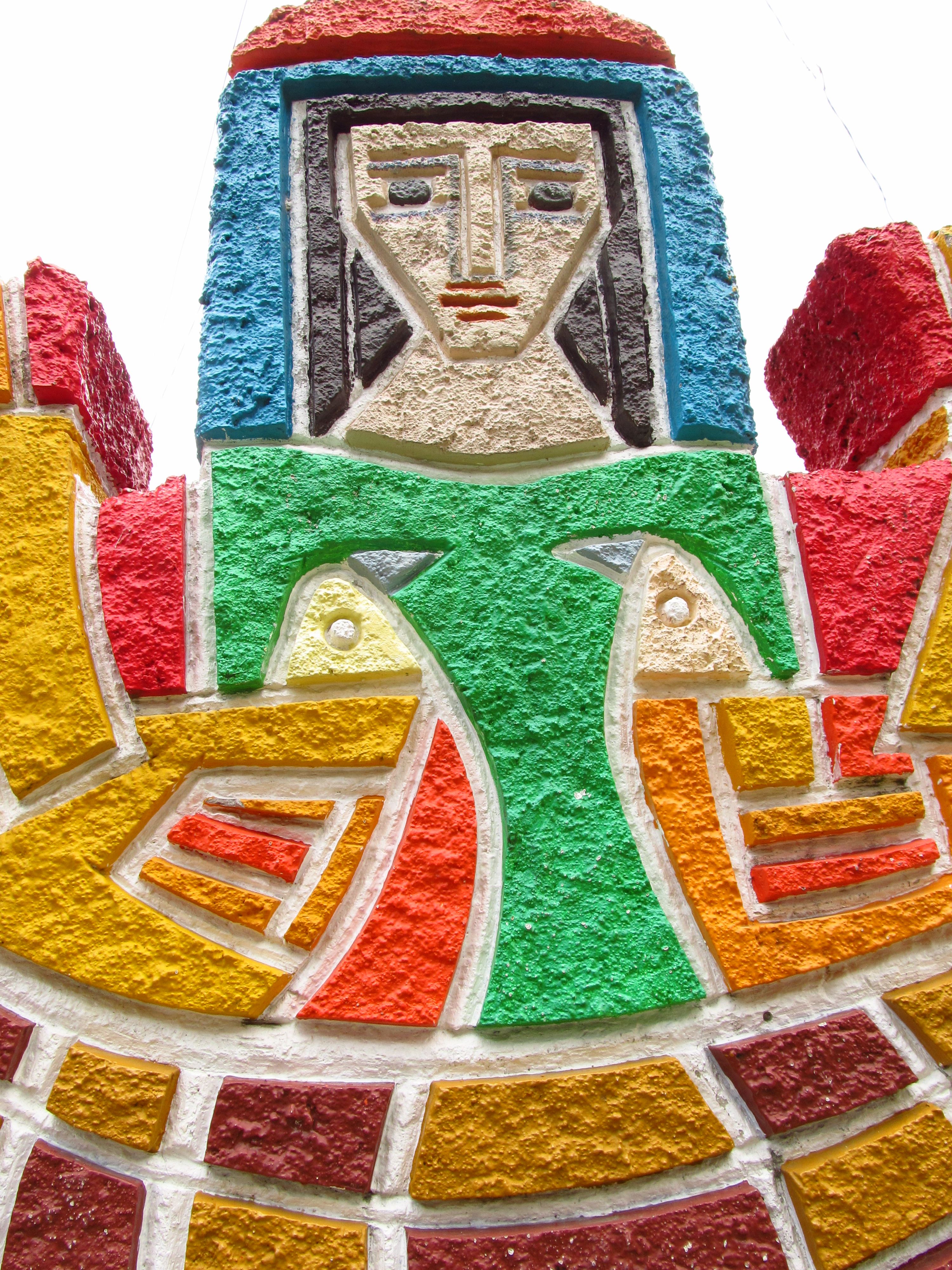
Obra de Fernando Llort en el parque de La Palma (El Salvador)

La obra de Fernando Llort tiene influencias modernistas y del arte pop. Sin embargo, se impregna de la cultura tradicional con matices precolombinos y prerrenacentistas y a su manera ha incluido lo étnico, lo local y lo religioso, que conforma un mundo idealizado, similar a la comunidad que él mismo debió haber imaginado en La Palma. Su trabajo desconoce las fronteras entre el arte culto y popular, y ha tenido prioridad la «función social, la enseñanza y el beneficio comunitario».
Las temáticas que han estado presente a lo largo de su carrera pueden resumirse en tres aspectos: la identidad, lo religioso, y el idealismo; que se representan con los dibujos de casas, figuras con brazos abiertos, el sol, y la armonía en el conjunto, entre otros.
Los materiales utilizados en sus creaciones ha variado a través de los años. En sus inicios usó el collage, así como materiales tridimensionales con tendencia a la abstracción. Durante su estadía en La Palma aplicó la témpera barzinada sobre madera. En los años 1980 elaboró paneles hechos de estireno, así como grabados. Posteriormente volvió a la cerámica y también ha realizado trabajos en vidrio.
Fernando Llort expuso su trabajo en Casa Internacional, Nueva Orleans, Estados Unidos (1976); Phipps Plaza, Atlanta, Estados Unidos (1976); Ibero Club, Bonn, Alemania (1977); Galería Summa Artis, México (1979); Brickell Bay Club, Miami, Estados Unidos (1981); Museo de Arte Hispánico Contemporáneo, Nueva York, Estados Unidos (1985); Festival Latinoamericano, Bonn, Alemania (1986); y I Bienal Latinoamericana de pintura, Cuenca, Ecuador (1987), entre otros. En 2012 se realizó la muestra «Abriendo camino» en la Sala Nacional de Exposiciones Salarrué de San Salvador, que resumía la trayectoria del artista.